# Zadnia Warzęchowa Turnia
Zadnia Warzęchowa Turnia (słow. Západná Skrincová veža, niem. Westlicher Kastenbergturm, węg. Nyugati Szekrényestorony) – jedna z dwóch Warzęchowych Turni znajdujących się w Nowoleśnej Grani w słowackich Tatrach Wysokich. Od masywu Staroleśnego Szczytu (dokładnie od Staroleśnej Kopy) oddzielają ją Staroleśna Szczerbina, Staroleśna Igła i Wyżnia Staroleśna Szczerbina, natomiast od Skrajnej Warzęchowej Turni oddzielona jest siodłem Warzęchowej Przełączki. Podobnie jak na inne pobliskie obiekty nie prowadzi na nią żaden znakowany szlak turystyczny. Przez taterników zwiedzana jest najczęściej przy przechodzeniu Nowoleśnej Grani.
Zadnia Warzęchowa Turnia stanowi pierwsze wzniesienie w Nowoleśnej Grani. Nazewnictwo Warzęchowych Turni pochodzi od Warzęchowego Stawu, który położony jest w Dolinie Staroleśnej, u podnóża ich wierzchołków.

## Historia
Pierwsze wejścia turystyczne:
- Heinrich Behn, Ernst Dubke i Johann Franz (senior), 5 sierpnia 1906 r. – letnie,
- Władysław Krygowski, 13 marca 1928 r. – zimowe[2].